# Хонингование

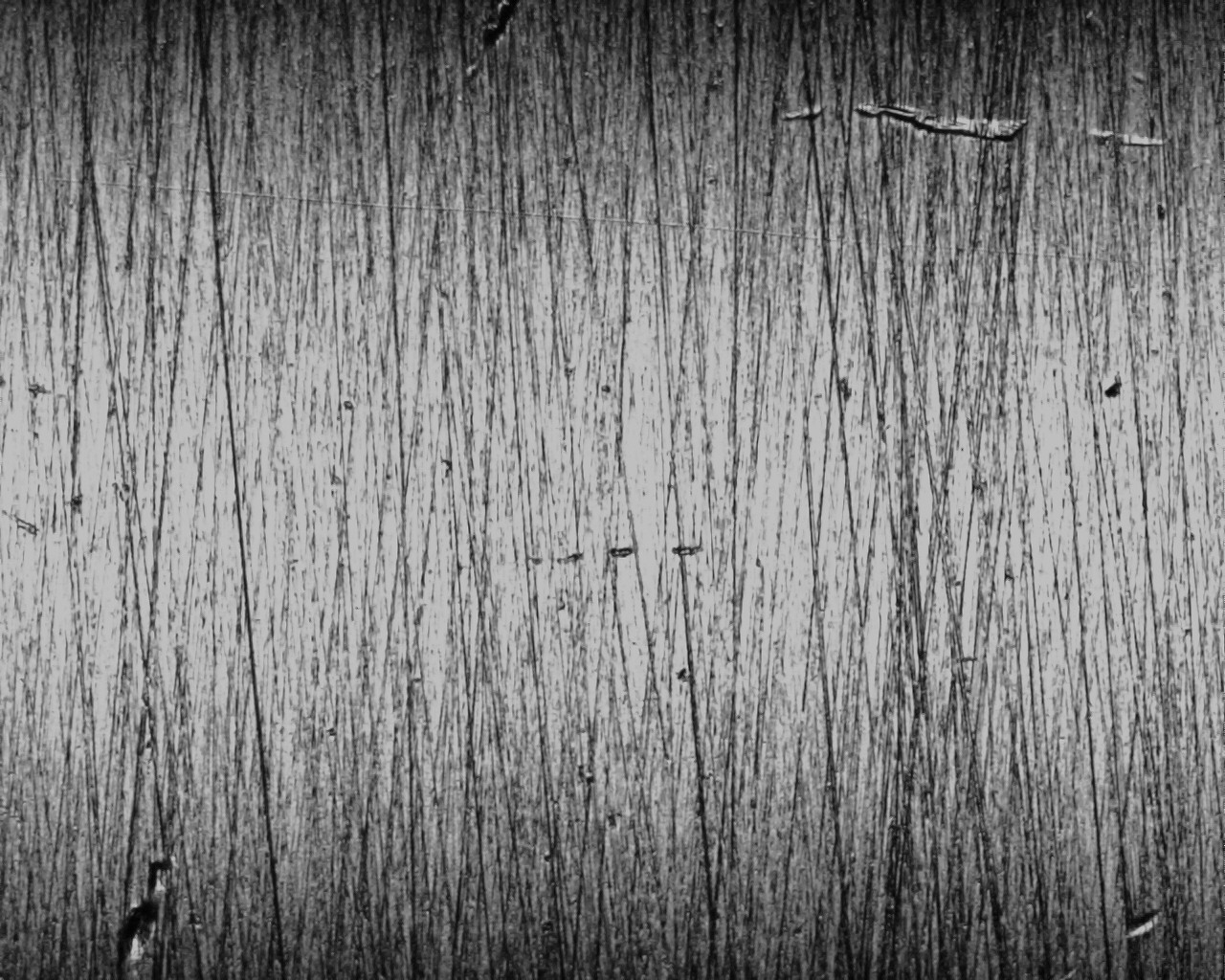
Хонингованная поверхность под сильным увеличением

Хонингова́ние — вид абразивной обработки конических и цилиндрических поверхностей, который позволяет устранять шероховатости на поверхности заготовок, корректировать их геометрическую форму и повышать точность их габаритных размеров. 
Хонингование — высокопроизводительный процесс, позволяющий получить качественные поверхности с 6—5 квалитетом точности и шероховатостью поверхности Ra 1,6—0,1. Проводится с применением хонинговальных головок (хонов). В основном применяется для обработки внутренних цилиндрических поверхностей путём совмещения вращательного и возвратно-поступательного движения хона с закреплёнными на нём раздвижными абразивными брусками с обильным орошением обрабатываемой поверхности смазочно-охлаждающей жидкостью (СОЖ). Один из видов чистовых и отделочных обработок резанием. Позволяет получить отверстие с отклонением от цилиндричности до 5 мкм и шероховатостью поверхности Ra = 0,63÷0,04.
Хонингование наружных поверхностей осуществляется на специализированных станках (горизонтально-хонинговальных) или модернизированных (шлифовальных, горизонтально-расточных), производительность при этом по сравнению с суперфинишированием в 2—4 раза выше вследствие бо́льшего количества брусков и бо́льших давлений.

## Области применения хонингования
Обработка отверстий в различных деталях, в том числе в деталях двигателя (отверстий блоков цилиндров, гильз цилиндров, отверстий кривошипной и поршневой головок шатунов, отверстий шестерен) и т. д. Хонинговочная сетка является побочным эффектом этого высокоточного метода шлифования. По её характеру можно судить о правильности обработки, точности соблюдения технологии. Особенно это актуально при работе ручным инструментом. При обработке хонингованием обеспечивается стабильное получение точных отверстий и требуемых параметров шероховатости обработанной поверхности.

## Особенности хонингования
Возвратно-поступательное движение хона с постоянным давлением бруска или постоянной скоростью радиальной подачи.

## Инструменты и станки для хонингования

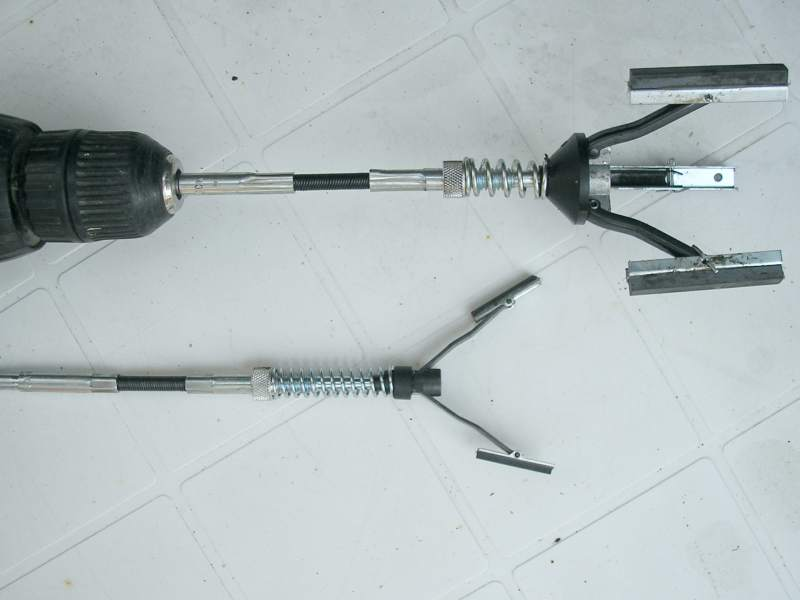
Ручная хонинговальная головка, закреплённая в патроне ручной дрели.

От специализированных хонинговальных станков до ручного инструмента.

## Смазочно-охлаждающие жидкости (СОЖ) для хонингования
При хонинговании деталей из стали и чугуна применяют обычно такие СОЖ как керосин или смесь керосина с веретённым маслом (10—20 %). При использовании алмазных хонинговальных брусков часто применяют в качестве СОЖ обычную воду, в которую добавляют различные (как правило синтетические) вещества, предотвращающие коррозию обрабатываемой детали и самого станка. Использование водных растворов обусловлено более высокой теплоемкостью воды (по сравнению с маслами и керосином), а, следовательно, и более интенсивным отводом тепла, что является одним из важнейших требований, предъявляемых к СОЖ. При этом водные растворы более экологичны и более безопасны для оператора станка.